# Phoniscus aerosus
Phoniscus aerosus is een zoogdier uit de familie van de gladneuzen (Vespertilionidae). De wetenschappelijke naam van de soort werd voor het eerst geldig gepubliceerd door Tomes in 1858.